# 伊万·杜迪奇
伊万·杜迪奇（羅馬化：Ivan Dudić，1977年2月13日—），塞尔维亚男子足球运动员，场上位置是后卫。他曾代表南联盟参加2000年欧洲足球锦标赛，结果队伍止步八强赛。